# Корманга (приток Юзы)
Корманга — река в Вологодской области России.
Протекает в западном направлении по территории Бабушкинского района, исток — в Никольском районе. Впадает в реку Юзу в 30,1 км от её устья по левому берегу. Длина реки составляет 37 км, площадь водосборного бассейна — 186 км². Населённых пунктов на реке нет.

## Данные водного реестра
По данным государственного водного реестра России относится к Верхневолжскому бассейновому округу, водохозяйственный участок реки — Унжа от истока и до устья, речной подбассейн реки — Бассей притоков Волги ниже Рыбинского водохранилища до впадения Оки. Речной бассейн реки — (Верхняя) Волга до Куйбышевского водохранилища (без бассейна Оки).
Код объекта в государственном водном реестре — 08010300312110000014771.

### Притоки
(км от устья)
- 12 км — река Зеленоватка (пр)
- 26 км — река Дороватка (пр)